# Claas P. Jambor

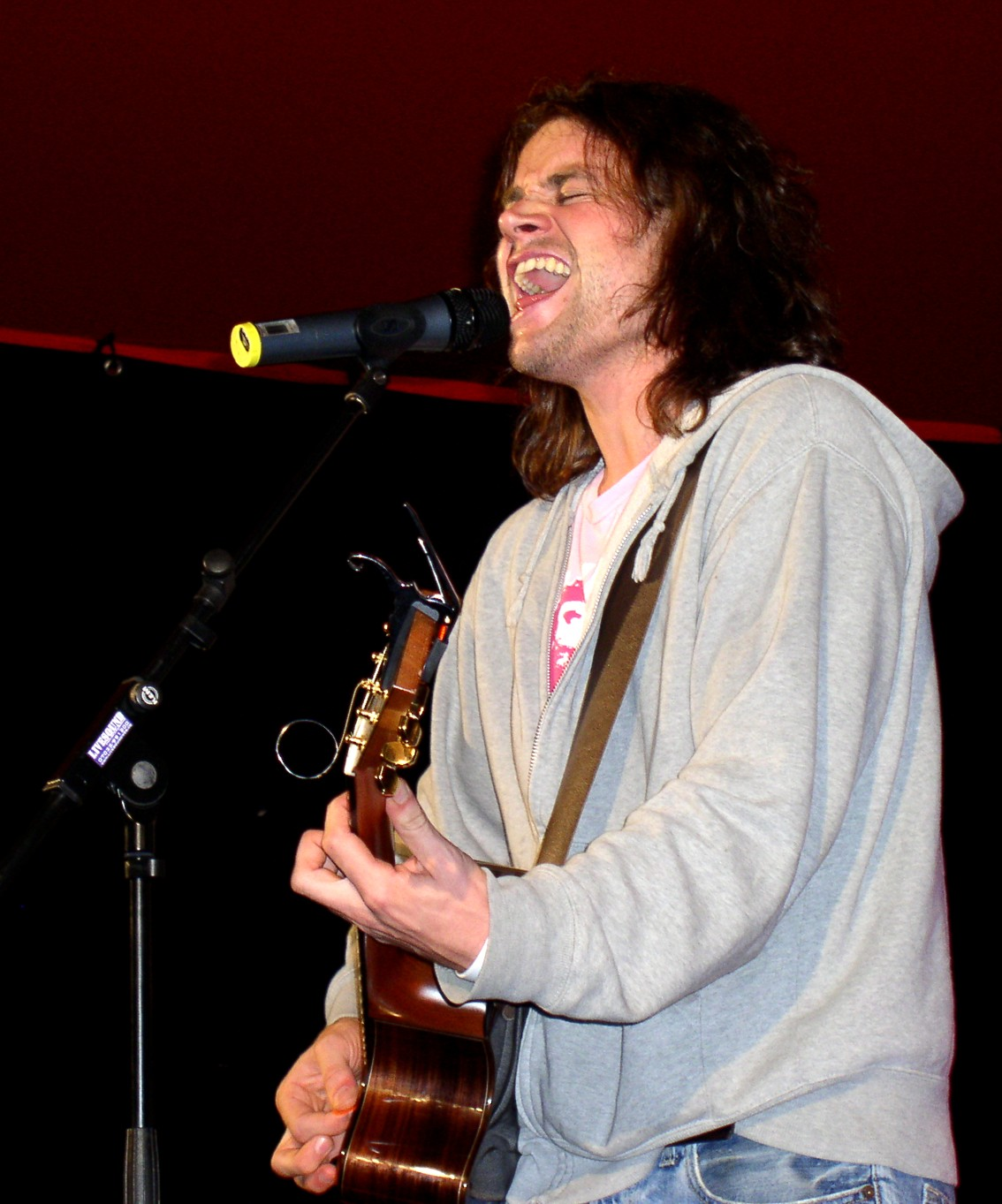
Claas P. Jambor (2005)

Claas P. Jambor (* in Schleswig) ist ein christlicher Rock- und Popmusiker, der sowohl mit Band als auch als Singer-Songwriter unterwegs ist. 

## Leben
Aufgewachsen ist Jambor als Sohn eines Offiziers abwechselnd in Texas und Schleswig-Holstein. Seine Schulzeit verbrachte er hauptsächlich an der Domschule in Schleswig (Schleswig-Holstein), wo er 1996 das Abitur absolvierte.
2001 nahm Jambor mit Robert Sattler in Frankfurt am Main seine erste Platte auf. Darauf folgte sein erster Plattenvertrag mit J-Star Records und zahlreiche Livekonzerte. Außerdem schrieb er den Titelsong All my Life zum Weltjugendtag 2005. 
2005 veröffentlichte er das Album One Day Recordings. 2006 ging Jambor mit neuer CD Alive auf Europatournee und gewann von Sound7, einer online Plattform für christliche Medien und Events, den Preis „Bester Live Act des Jahres“. Gleichzeitig gründete Claas mit Dennis Hormes, Andy Latzko und Markus Hoppe die Band „4 Ugly Daughters“, die allerdings nur eine CD herausbrachte. 
Im Mai 2010 veröffentlichte er das Album Paradise Lane und ging erneut auf Tournee. 
2011 stieg Claas P. Jambor in eine Studiogemeinschaft, unter anderem mit Leonhard Mahlich, George Brenner und Simon Gray in Hamburg ein. Hier produzierte er diverse Alben für andere Künstler und arbeitete nebenher als Songwriter für andere Projekte und Plattenfirmen, unter anderem für  Kontor Records.
2013 baute Jambor ein Studio in Kansas City (Missouri) auf und verlegte sein Hauptwirken dorthin. Dort schreibt er weiterhin für verschiedene Künstler und Bands, vor allem mit seinem Freund und Weggefährten Paul Colman. Er spielt weiterhin Konzerte.

## Diskographie
- 2001: Exceptional
- 2005: One Day Recordings
- 2006: Alive
- 2006: 4 Ugly Daughters
- 2008: The Piano Album
- 2010: Paradise Lane
- 2015: Radiate